# John Sexton (Historiker)
John Sexton (geboren 1952) ist ein britischer Historiker, Übersetzer und Journalist, der zu China publiziert. Er hat zahlreiche russische und chinesische Texte zur Geschichte des Kommunismus ins Englische übersetzt. Sein Buch Contemporary China behandelt die Wirtschaftsreformen unter Deng Xiaoping, Alliance of Adversaries die oft problematischen Bündnisse der Kommunistischen Internationale mit nationalistischen und antiimperialistischen Parteien am Beispiel des Kongresses der kommunistischen und revolutionären Organisationen des Fernen Ostens, und er gab einen Band mit Werken von Zheng Chaolin heraus.

## Werke

### Monografien
- (mit Alan Hunter) Contemporary China. Basingstoke/London: Macmillan 1999, ISBN 978-0-333-71003-6.
- Alliance of Adversaries. The Congress of the Toilers of the Far East (Historical Materialism, Bd. 173). Leiden/Boston: Brill 2019, ISBN 978-90-04-28066-3.
- (mit Gregor Benton, Hrsg.) Zheng Chaolin: Selected Writings, 1942–1998 (Historical Materialism, Bd. 275). Leiden/Boston: Brill 2023, ISBN 978-90-04-52688-4.
- Red Friends. Internationalists in China’s Struggle for Liberation. London: Verso 2023, ISBN 978-1-78873-566-7.

### Artikel
- Studie zeigt: Coca Cola missachtet Arbeitsrechte in China  China.org.cn, 30. Dezember 2008.
- (mit Gregor Kneussel) Lawyers, academics praise students' Coca Cola probe China.org.cn, 31. Dezember 2008.
- New war of the flea: CSR and labor activism in China China.org.cn, 22. Oktober 2009.
- (mit Zhang Mingai)  Student road show raps Coca Cola labor malpractice China.org.cn, 19. November 2009.
- Coke partner says to offer 'dispatch workers' staff status China.org.cn, 29. Dezember 2009.
- Joan Hinton, atomic scientist turned dairy farmer China.org.cn, 21. Juni 2010 (Nachruf auf Joan Hinton).
- Campaign group 'disappointed' with Coca Cola China.org.cn, 30. Dezember 2010.